# Fødevarekontrol
Fødevarekontrol hos producenterne:
En producent af fødevarer i Danmark skal leve op til nogle danske love og nogle krav og standarder fra EU. Producenten udfører en egenkontrol af sine varer. Den egenkontrol udføres som regel i samarbejde med et laboratorium, hvor producenten sender nogle stikprøver af sin vare til et laboratorium, som så tjekker, om maden lever op til loven og standarderne. Laboratoriet sender et udskrift tilbage til producenten, som dermed har dokumentation for, at deres produkt er i orden. Den dokumentation skal de bruge, når Fødevarestyrelsen beder om den. 
De seneste år er man i stigende grad begyndt at forske i såkaldte hurtigmetoder, så man kan slippe for at sende stikprøverne ud til et laboratorium og i stedet foretage testen på produktionsanlægget. Men disse hurtigmetoder er ikke gode nok endnu til EUs og Danmarks krav til at blive taget i brug i produktionen.